# Represa de Foz de Chapecó
La represa de Foz de Chapecó es una central hidroeléctrica brasileña ubicada sobre el río Uruguay, entre los municipios de Alpestre, estado de Río Grande del Sur y Aguas de Chapecó, estado de Santa Catarina.
La central fue construida por un consorcio integrado por las compañías Companhia Vale do rio Doce, la Companhia Estadual de Energía Elétricas do Rio Grande do Sul y la Serra da Mesa Energia SA. La misma posee una potencia total instalada de 855 MW repartida en 4 turbinas tipo Francis y será la 3º central hidroeléctrica construida por Brasil en ese río. La presa tiene 48 metros de altura y 598 metros de extensión, el embalse ocupa 79 km².